# Hemicordulia erico
Hemicordulia erico – gatunek ważki z rodziny szklarkowatych (Corduliidae).